# Espace urbain de Cahors
L’espace urbain de Cahors est un espace urbain français centré sur la ville de Cahors, dans le département du Lot. Par la population, c'est le 60° (numéro INSEE : 1L) des 96 espaces urbains français. 